# Adoxophyes paraorana
Adoxophyes paraorana is een vlinder uit de familie van de bladrollers (Tortricidae). De wetenschappelijke naam van de soort is voor het eerst geldig gepubliceerd in 2012 door Bong-Kyu Byun.

## Type
- holotype: "male. 11.VI.2008. leg. C.Y. Yang. genitalia slide no. 789"
- instituut: KNA, Gwangneung, Korea
- typelocatie: "Korea, Namyangju"